# Transport exceptionnel
Cet article concerne le transport routier. Pour le film, voir Convoi exceptionnel (film). Pour les autres homonymes, voir Convoi.

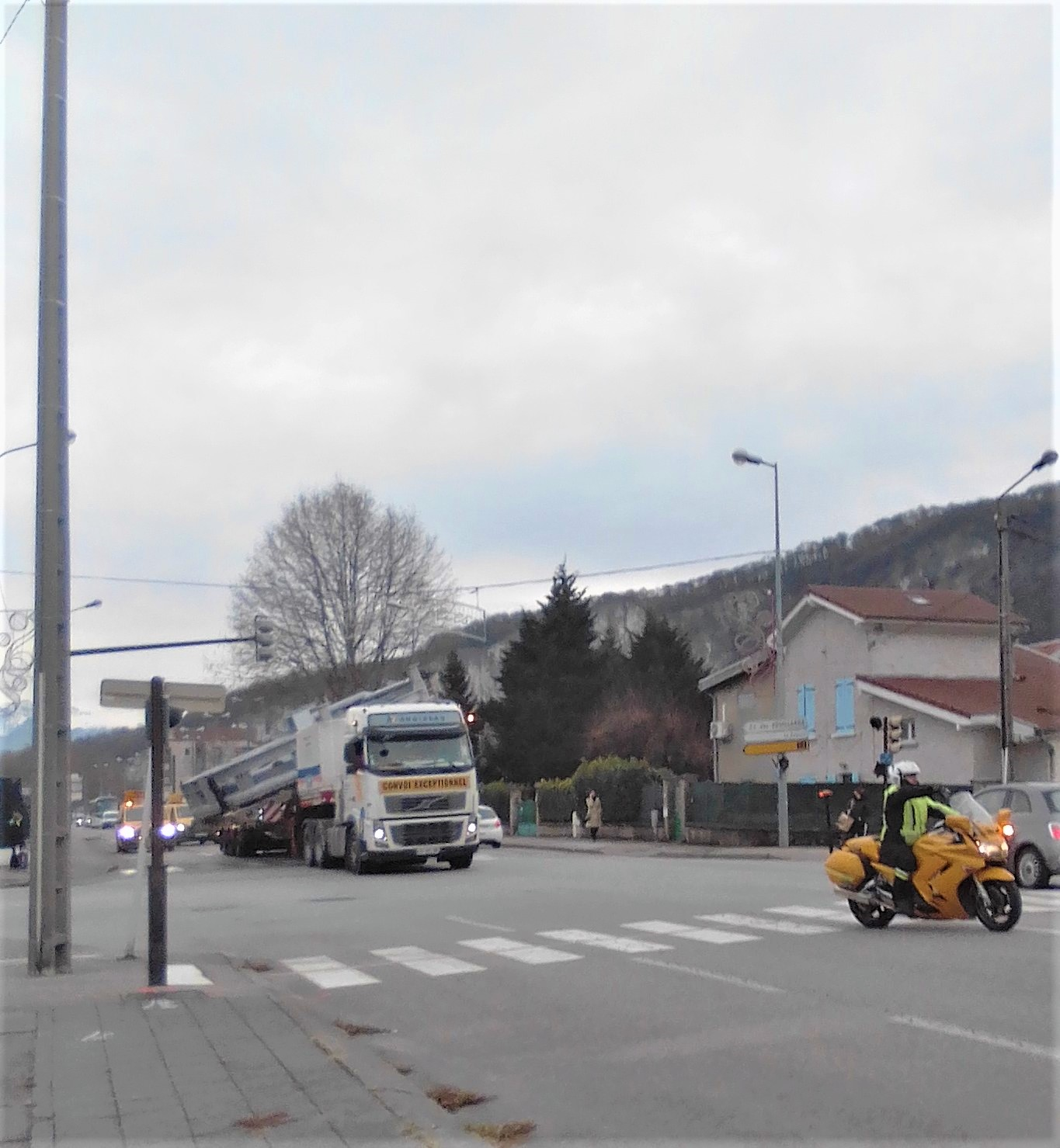
Convoi exceptionnel à l'entrée de Sassenage (Isère) en février 2022

Un transport exceptionnel (également connu sous le terme de « convoi exceptionnel ») est un déplacement par véhicule d'un objet dépassant par sa masse ou ses dimensions les limites autorisées par la réglementation.

## En Europe

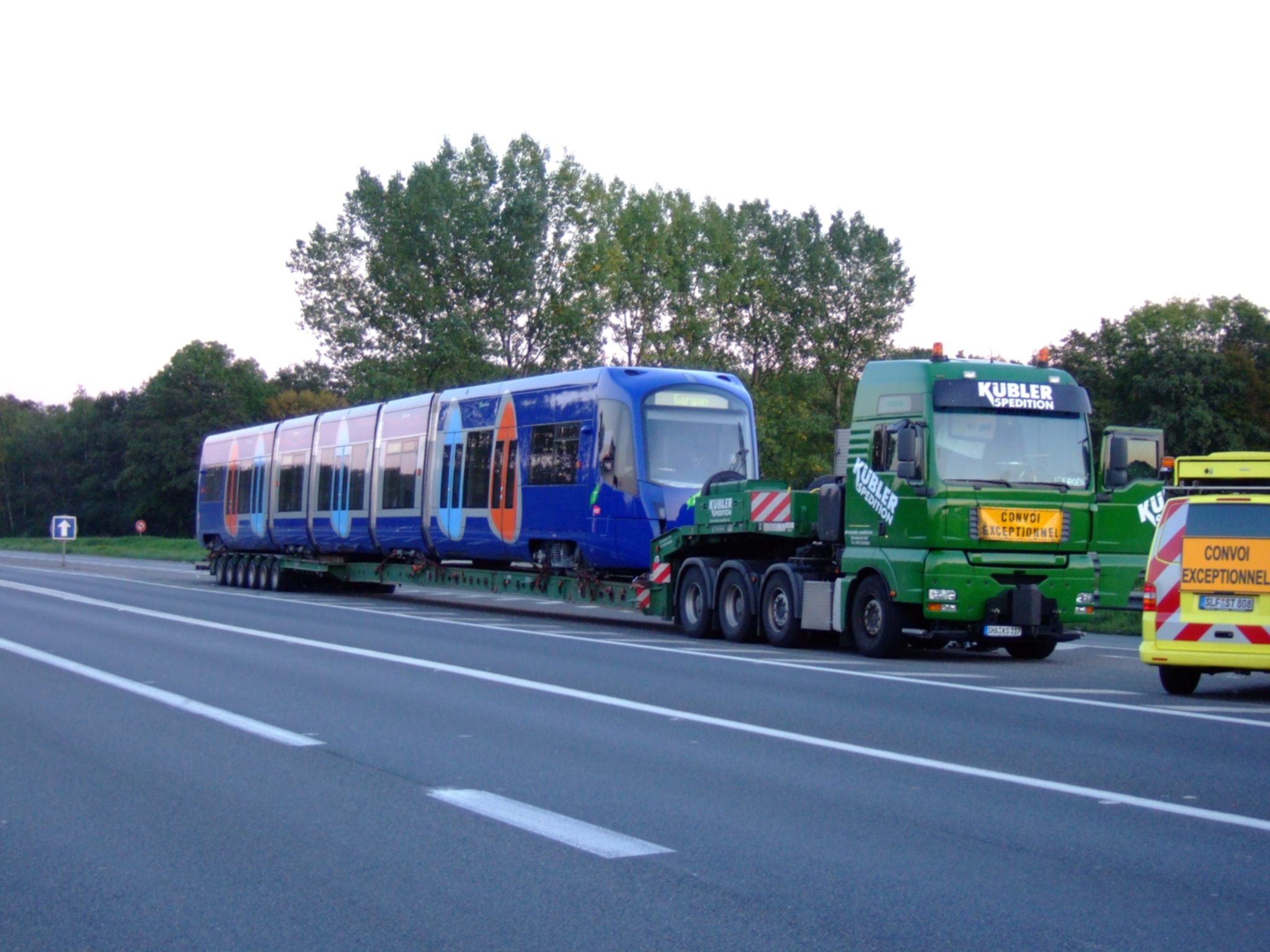
Convoi exceptionnel transportant une rame de tram-train.

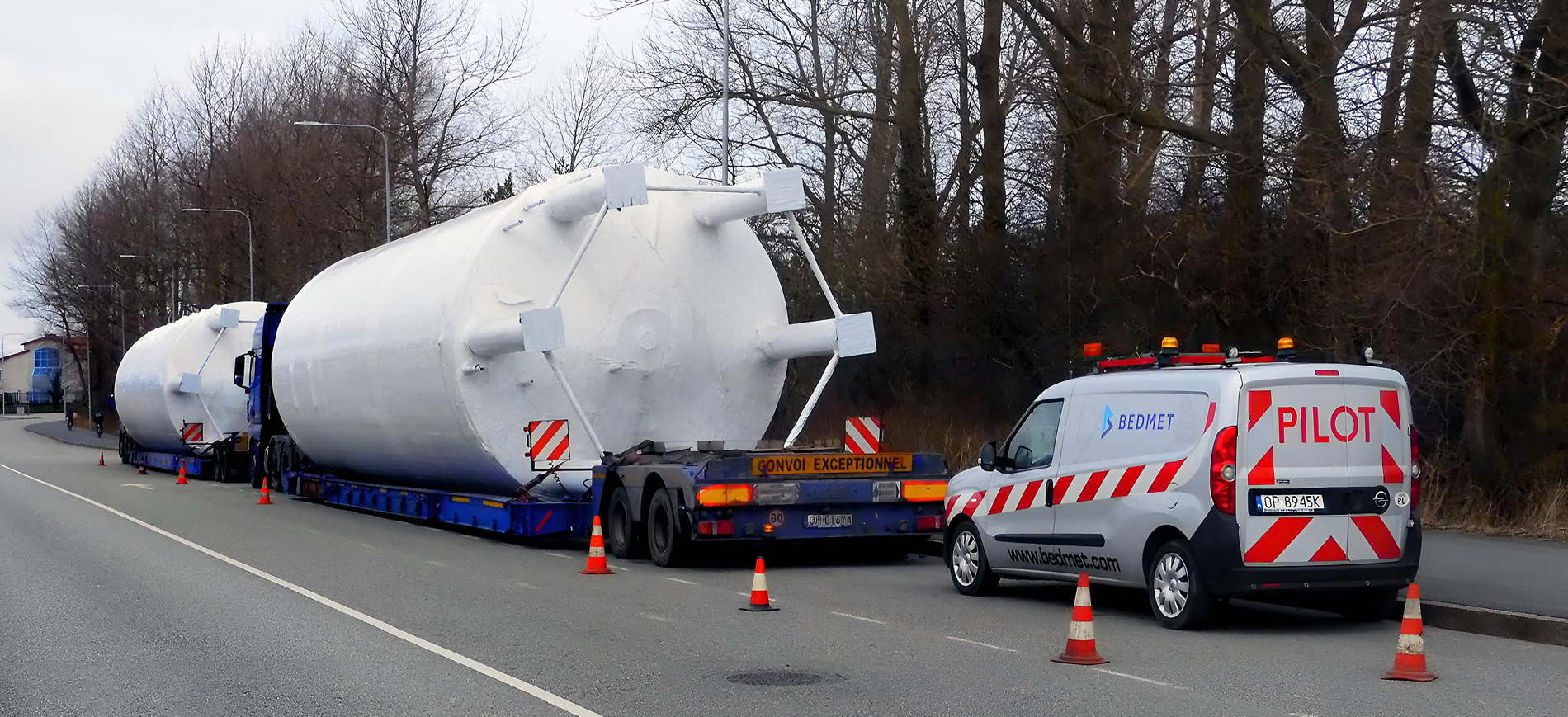
Transport de deux grands silos à Ystad 2023.

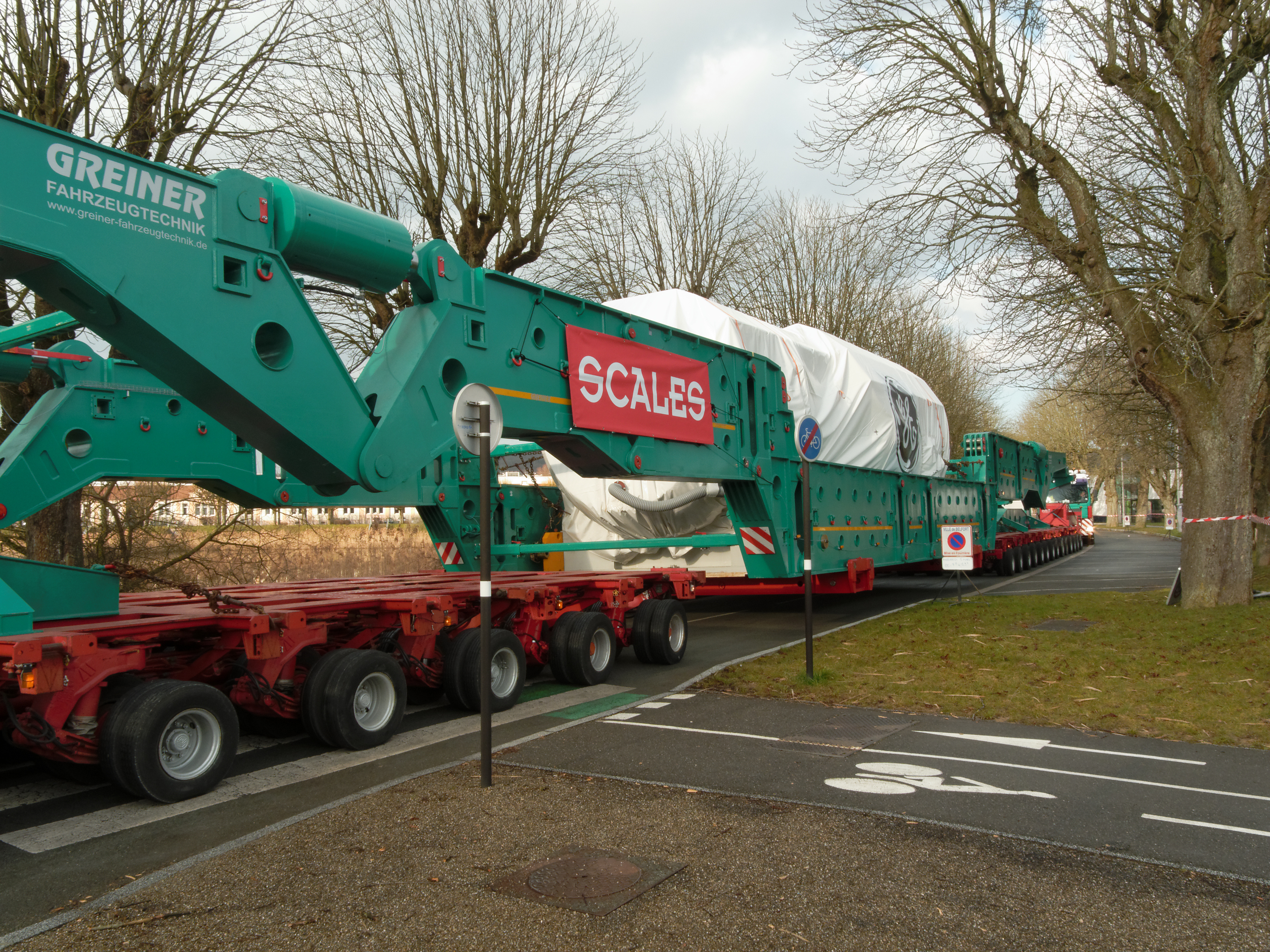
Transformateur électrique sur une remorque surbaissée.

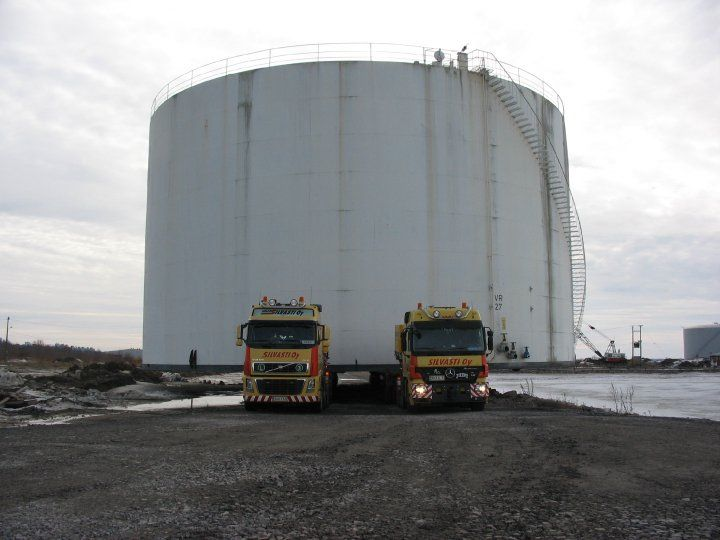
Tracteurs Volvo et Mercedes-Benz en Finlande déplaçant une grande cuve de stockage.

Les États membres de l’Union européenne n'autorisent pas la circulation normale sur leur territoire de véhicules ou ensembles de véhicules pour le transport national de marchandises qui ne sont pas conformes aux caractéristiques indiquées à l’annexe I de la directive européenne 96/53/CE fixant pour certains véhicules routiers, les dimensions maximales autorisées en trafic national et international et les poids maximaux autorisés en trafic international. Chaque État membre transpose en droit interne ces dispositions essentielles.

Toutefois, cette directive permet aux États membres d'autoriser la circulation de véhicules ou ensembles de véhicules qui dépassent ces dimensions et poids maximaux sur la base d'autorisations spéciales délivrées, ou sur la base de modalités convenues cas par cas avec ces autorités lorsque ces véhicules ou ensembles de véhicules transportent ou sont prévus pour transporter des charges indivisibles.

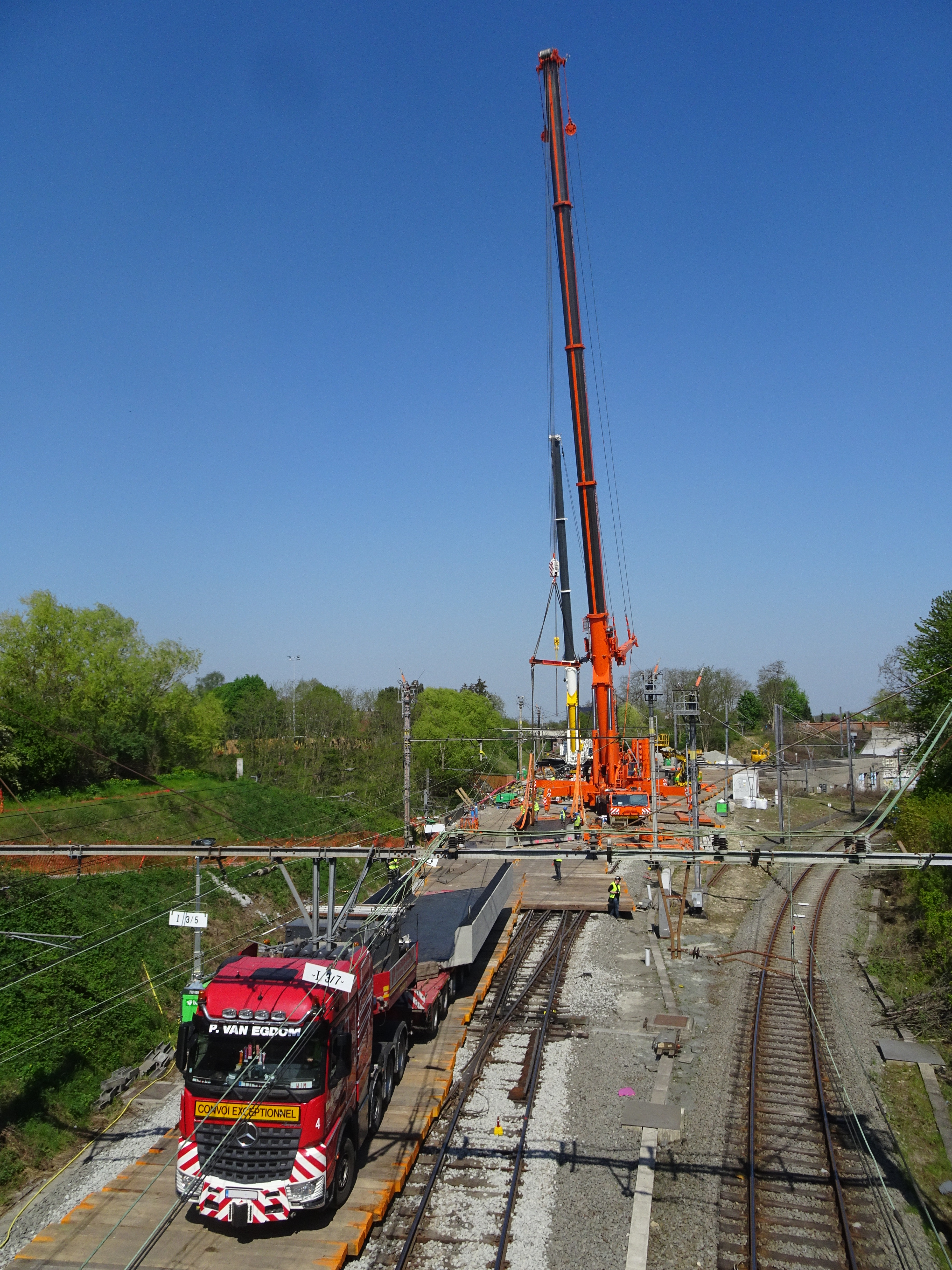
Tablier de pont en béton acheminé par camion sur une ligne de chemin de fer belge temporairement recouverte de madriers.

### En France
Dans le domaine du transport routier, un convoi exceptionnel est un transport de marchandises, ou une circulation de véhicules, présentant un caractère exceptionnel en raison de ses dimensions ou de sa masse, lesquelles ne respectent pas les limites réglementaires du code de la route prescrits par les articles R. 312-10 (largeur), R. 312-11 (longueur) et R. 312-4 (masses). En cas de transport de marchandises, ce chargement est obligatoirement une masse indivisible pour limiter le nombre de convois exceptionnels et les gênes occasionnées. On entend par charge indivisible une charge qui ne peut être divisée en plusieurs chargements.
La circulation des transports exceptionnels est réglementée par les articles R. 433-1 à R. 433-6 du code de la route et par l'arrêté d'application du 4 mai 2006 relatif aux transports exceptionnels de marchandises, d’engins ou de véhicules et ensembles de véhicules comportant plus d’une remorque.
Les catégories de véhicules concernées sont les suivantes :
- véhicule à moteur ou remorque transportant ou destiné au transport de charges indivisibles ;

- véhicule, matériel agricole ou forestier ou leur ensemble, machine agricole automotrice, machine ou instrument agricole remorqué dont les dimensions, y compris les outillages portés amovibles, dépassent une longueur de 25 m ou une largeur de 4,50 m ;

- véhicule à moteur ou remorque à usage forain ;

- ensemble forain dont la longueur est supérieure à 30 m ;

- véhicule ou engin spécial ;

- véhicule ou matériel de travaux publics ;

- véhicule de transport de matières nucléaires de catégorie I et II non irradiées.

Ce type de transport nécessite généralement une étude préalable et il doit faire l'objet d'une autorisation administrative. Il impose un itinéraire particulier, l'emploi de véhicules adaptés et des conditions de circulation particulières, notamment pour les horaires. La circulation d'un convoi exceptionnel nécessite une autorisation délivrée par le préfet du département de départ responsable du convoi. Cette autorisation vise à préserver le patrimoine routier (notamment les ponts) et à limiter la gêne des autres usagers de la route (Sécurité routière).
| Catégorie     | Longueur (m) | Largeur (m) | Masse (kg)          |
| ------------- | ------------ | ----------- | ------------------- |
| 1re catégorie | L ≤ 20       | l ≤ 3       | M ≤ 48 000          |
| 2e catégorie  | 20 < L ≤ 25  | 3 < l ≤ 4   | 48 000 < M ≤ 72 000 |
| 3e catégorie  | L > 25       | l > 4       | M > 72 000          |

La caractéristique la plus défavorable détermine la catégorie.
Ce sont les services préfectoraux dans les départements, et le plus souvent les directions départementales des Territoires (DDT), qui instruisent les demandes de transports exceptionnels.
Un transport exceptionnel est un transport qui ne respecte pas les normes générales définies par le code de la route :
- longueur supérieure à 16,50 m pour les véhicules articulés (articles R 312.11 à R 312.14) ;
- largeur supérieure à 2,55 m pour l'ensemble des véhicules sauf les transports de marchandises sous température dirigée où la largeur autorisée est de 2,60 m (article R 312.10) ;
- poids total autorisé en charge d'un véhicule porteur ou poids total roulant autorisé d'un ensemble de véhicules dépassant les limites autorisées (article R 312.4).

Le code de la route ne fixe pas de limitation de hauteur ; cette dernière ne constitue pas un caractère exceptionnel. Seuls les ouvrages de gabarit inférieur à 4,30 m doivent faire l'objet d'une signalisation (panneaux B12). Les usagers doivent s'assurer de leurs itinéraires en fonction de la hauteur de leurs chargements.
Il s'agit de transporter soit des masses indivisibles, c'est-à-dire notamment des grosses pièces industrielles ne pouvant faire l'objet de plusieurs voyages et demandant d'être assemblées en usine, soit des engins spéciaux comme des engins de travaux publics par exemple.
Conformément aux articles R.312-9 et R.333-6 du code de la route, les prescriptions relatives aux transports exceptionnels ne sont pas applicables aux convois et transports militaires qui font l'objet de règles particulières.
Ce type de transport nécessite généralement une étude préalable et des autorisations administratives. Il impose souvent un itinéraire particulier, l'emploi de véhicules adaptés (nombreux essieux) et des conditions de circulation spéciales, notamment pour les horaires et il peut même parfois nécessiter des modifications à l'infrastructure pour dégager le gabarit nécessaire.
En France, on peut distinguer trois catégories de convois exceptionnels.

### Première catégorie
Elle comprend les véhicules ou ensembles routiers dont les caractéristiques sont les suivantes :
- largeur inférieure ou égale à 3 m, longueur inférieure ou égale à 20 m et masse inférieure ou égale à 48 t ;
- l'une au moins des dimensions étant supérieure aux limites fixées par le code de la route (articles R.312-4 à R.312-14).

Le chauffeur du camion doit disposer d'une autorisation de transport exceptionnel et, s'il circule sous couvert d'une autorisation individuelle de transport exceptionnel sur carte nationale de 1re catégorie, de la carte retraçant toutes les routes autorisées.
Les convois exceptionnels de 1re catégorie sont soumis aux contraintes de vitesse suivantes :
- 80 km/h sur autoroute ;
- 70 km/h sur les routes à caractère prioritaire ;
- 60 km/h sur les autres routes ;
- 40 km/h en agglomération.

### Deuxième catégorie
Elle comprend les véhicules ou ensembles routiers dont les caractéristiques sont les suivantes :
- largeur comprise entre 3,01 mètres et 4 mètres ou longueur comprise entre 20,01 et 25 mètres ou poids compris entre 48,01 tonnes et 72 tonnes.

Le chauffeur du camion doit disposer :
- d'une autorisation de transport exceptionnel ;
- s'il circule sous couvert d'une autorisation individuelle de transport exceptionnel sur carte nationale de 2e catégorie, de la carte retraçant toutes les routes autorisées.

Les convois exceptionnels de 2e catégorie sont soumis aux contraintes de vitesse suivantes :
- 80 km/h sur autoroute ;
- 70 km/h sur les routes à caractère prioritaire ;
- 60 km/h sur les autres routes ;
- 40 km/h en agglomération.

### Troisième catégorie
Les convois exceptionnels de 3e catégorie sont les convois qui n'entrent pas dans les deux catégories précédentes.
On y trouve par exemple les convois des pièces de l'Airbus A380, où chaque transport est soumis à une autorisation particulière et sur un itinéraire précis.
Les convois exceptionnels de 3e catégorie sont soumis aux contraintes de vitesse suivantes :
- 60 km/h sur les autoroutes ;
- 50 km/h sur les routes ;
- 30 km/h en agglomération.

L'autorisation précise l'accompagnement du convoi exceptionnel qui peut être composé d'un véhicule pilote en amont, d'un véhicule de protection arrière qui se charge de fermer le convoi et d'une escorte.

### Types d'autorisations
Les différents types de demandes de transports exceptionnels sont les suivantes :

#### Autorisations de portée locale
Il s'agit d'arrêtés préfectoraux non nominatifs donnant droit à certains transports exceptionnels – transports de pièces indivisibles de grande longueur, de bois en grume, de matériel et d'engin de travaux publics et de conteneurs – de circuler sur tout ou partie du réseau routier d'un département sous certaines conditions de circulation définies dans chaque département. Tous les départements n'en disposent pas.

#### Autorisations sur réseau préétabli
Ce sont des arrêtés préfectoraux nominatifs autorisant la circulation sur des réseaux routiers prédéfinis. On distinguera les réseaux cartes nationales de 1re et 2e catégorie, les réseaux départementaux et depuis le 5 juillet 2017 les nouveaux réseaux routiers à portée nationale TE72, TE94 et TE120.
Les réseaux cartes nationales permettent au transporteur muni de l'autorisation préfectorale et de la carte nationale correspondante de circuler sur le réseau défini sur la carte pendant une durée maximale de trois ans sous réserve de respecter les prescriptions accompagnant les cartes : restrictions horaires par exemple. Tout transporteur de convois exceptionnels de 1re catégorie ou de 2e catégorie, doit posséder dans son véhicule la carte nationale  des itinéraires de transports exceptionnels relatives à son autorisation, ainsi que les documents d’accompagnement (à commander uniquement auprès du Centre d'études et d'expertise sur les risques, l'environnement, la mobilité et l'aménagement (CEREMA)).
Les réseaux départementaux sont définis par les DDT suivant les besoins identifiés, comme des dessertes thématiques (tous les campings d'un département par exemple).
Les réseaux routiers à portée nationale TE72, TE94 et TE120 sont définies par l'arrêté du 5 juillet 2017 qui intègre les réseaux définies par chaque département

#### Autorisations sur itinéraire précis
Ce sont des arrêtés préfectoraux nominatifs autorisant la circulation sur un itinéraire défini sous des conditions particulières. La durée de validité est au maximum de trois ans.
L'autorisation comporte trois parties : l'arrêté, la description de l'itinéraire et les fiches d'ensemble routier et fiches véhicules décrivant les convois autorisés.

### Accompagnement obligatoire

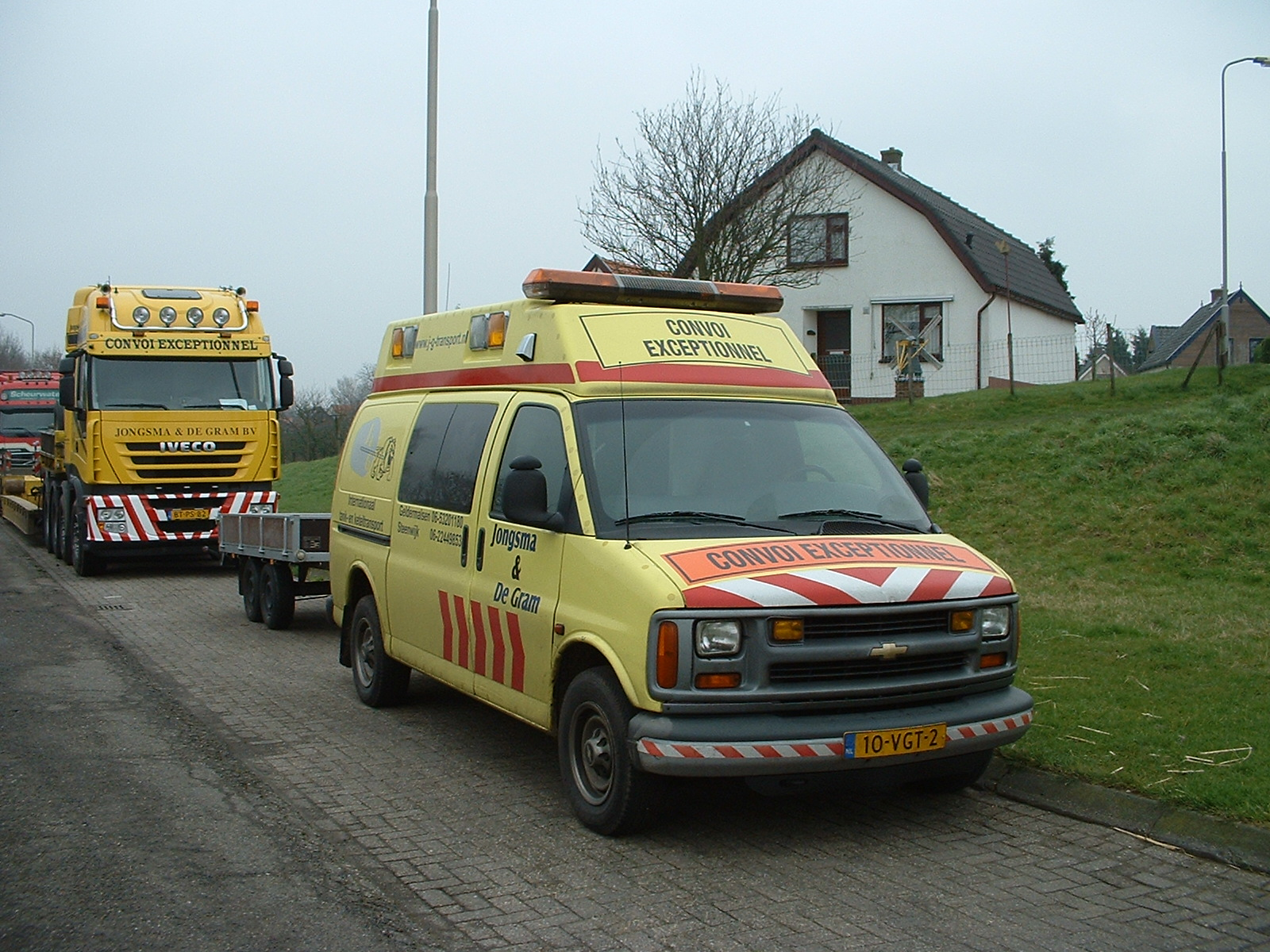
Camionnette pilote.

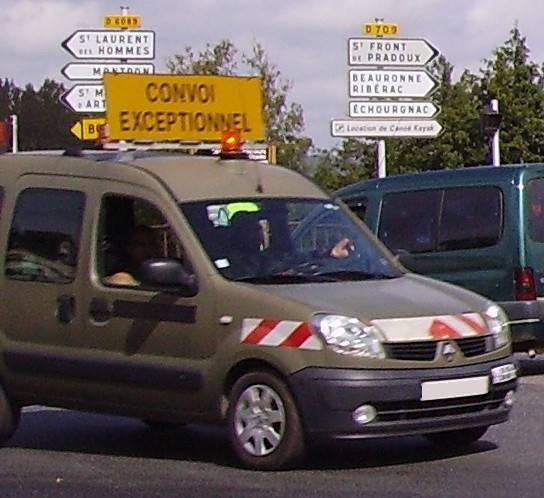
Camionnette de protection arrière d'un convoi exceptionnel transportant des chars.

Suivant la catégorie du convoi, un ou plusieurs guideurs professionnels doivent accompagner le convoi afin de sécuriser aussi bien le transport que les autres usagers de la route. Cet accompagnement sera composé d'un ou deux véhicules de protection (voiture pilote ou véhicule de protection arrière) et de véhicules de guidage (moto ou voiture particulière) selon le cas. Il est assuré par le transporteur lui-même ou une société spécialisée. Dans des situations particulières, l'autorisation de transport peut imposer une escorte des forces de l'ordre en plus de l'accompagnement.

#### 1recatégorie
Pour la première catégorie, aucun accompagnement n'est nécessaire. Seuls les gyrophares jaunes (deux à l'avant, un à l'arrière), des panneaux de gabarit rouge et blanc ainsi que des panneaux « CONVOI EXCEPTIONNEL » (jaune réfléchissant en nid d'abeille) devant et derrière sont obligatoires. En circulation nocturne, les panneaux de gabarit doivent être équipés de feux latéraux rouge et blanc.

#### 2ecatégorie
L’accompagnement d'un transport de la deuxième catégorie est la même que la 1re catégorie, sauf si la largeur excède 3 m, une voiture pilote doit alors accompagner le camion afin d'ouvrir sa route et prévenir les usagers venant en sens inverse du convoi. Sur une route à 2 × 2 voies à chaussées séparées, cette voiture pilote se mettra en protection arrière du camion. De plus, deux gyrophares jaunes seront présents à l'arrière du camion.

#### 3ecatégorie
Pour la troisième catégorie, en général deux voitures de protection sont obligatoires : une devant et une derrière. De plus, si le convoi dépasse 5 m de large, 40 m de long ou 120 t, une équipe de guidage devra également l'accompagner.
Les conducteurs des véhicules d'accompagnement doivent être titulaires d'une formation initiale FIP (protection) ou FIG (guidage) selon le cas qui est actualisée tous les cinq ans par une formation continue FCP (protection) ou FCG (guidage). Le programme de ces formations et le modèle des attestations sont prévus par un arrêté d'application du 2 mai 2011.

### Réglementation sur la circulation des convois exceptionnels

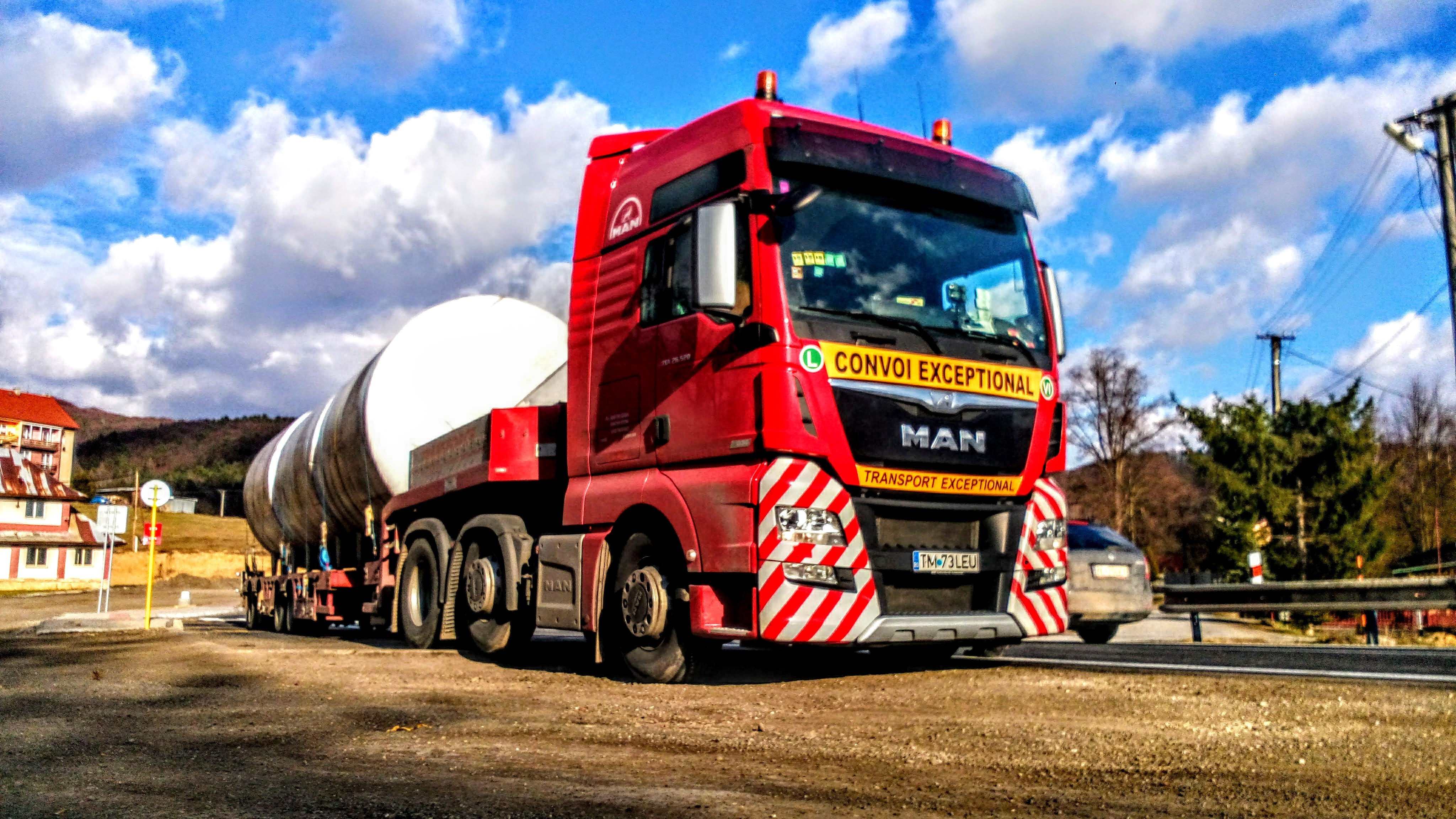
Convoi de transport exceptionnel.

Les arrêtés sont délivrés par les différentes DDT de France après avis des gestionnaires de voirie de l'itinéraire (Sociétés concessionnaires d'autoroute, DIR, CG et Communes). L'arrêté préfectoral relatif à un transport exceptionnel est toujours délivré par la DDT du point de départ du convoi ou par la DDT d'entrée sur le territoire national avec, dans les deux cas, consultation pour avis de tous les départements traversés.
Par temps de brouillard ou chute de neige, les convois ne sont plus autorisés à circuler.
Les règles de circulation dépendent de la catégorie des convois.
Sauf dérogations exceptionnelles, les interdictions de circuler couvrent les week-ends, la période de la veille d'un jour férié au lendemain de ce même jour.
Par décret n° 2012-516 du 18 avril 2012, l'interdiction de circuler sur autoroute a été supprimée.

#### 1recatégorie
Les convois de première catégorie sont autorisés à circuler du lundi 6 h au samedi 12 h. Les conducteurs de convois doivent emprunter les routes définies sur une carte routière spéciale Convois. Sur cette carte, pratiquement toutes les grandes nationales sont présentes et peuvent être empruntées (à de rares exceptions près). Les autoroutes, dans la majorité des cas, peuvent elles aussi être empruntées suivant des horaires et conditions précises données sur un livret que le conducteur a à bord de son camion. Le convoi peut sortir d'un « itinéraire convoi » dans la limite de 20 km autour de son lieu de chargement ou de livraison.

#### 2ecatégorie
Suivant les départements, ils peuvent circuler jour et nuit (50 % des départements environ), jour seulement ou nuit seulement. Il existe une carte spécifique nationale des itinéraires de transports exceptionnels de 2e catégorie, limitée à 48 tonnes, qui doit être présente dans le camion si elle est utilisée.

#### 3ecatégorie
Les convois de troisième catégorie ne doivent circuler que sur l'itinéraire qui leur a été notifié par un arrêté préfectoral (à durée limitée, permanent ou pour un nombre de voyages précis) et ne doivent pas s'en écarter.

#### Documents à bord
Le transporteur doit avoir en sa possession :
- la carte correspondant à la catégorie délivrée par le Centre d’Études et d'expertise sur les Risques, l'Environnement, la Mobilité et l'Aménagement (CEREMA)[13] (placé sous la double tutelle du ministère de la Transition écologique et solidaire et du ministère de la Cohésion des territoires) ;
- l'arrêté correspondant au cas d'espèce avec tous les documents joints ;
- le cahier des prescriptions de circulation sur autoroutes ;
- le livret des conditions particulières de circulation.

### Transport exceptionnel ferroviaire

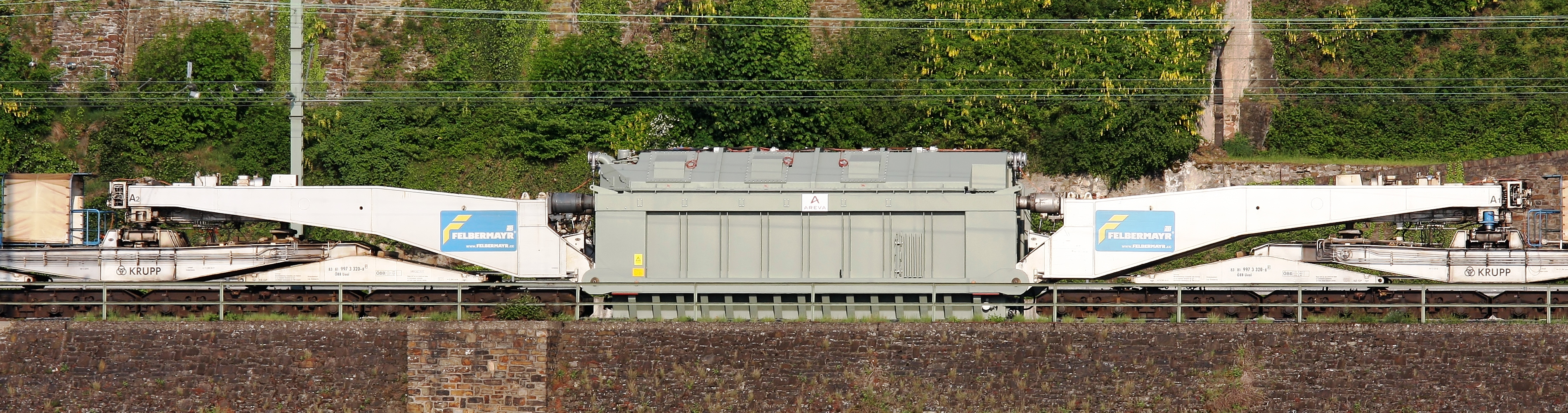
Wagon Schnabel de 24 essieux chargé d’un transformateur électrique, Allemagne.

Bien que les voies ferrées permettent facilement le transport de charges très lourdes et ont des rayons de courbure généreux, le gabarit est fort limité, à la fois en hauteur et en largeur.
Des wagons spéciaux, généralement à plan de chargement surbaissé, capables de charger des objets lourds et volumineux (moteur de bateau, transformateur électrique, conteneur de déchets radioactifs, grosse machinerie industrielle, etc.). Comme les remorques routières affectées aux convois exceptionnels, ils comportent de nombreux essieux.

## En Amérique du Nord
Les États-Unis et le Canada étant des nations fédérales, chaque état ou province possède sa propre législation en matière de transport routier.

### Au Canada
Dans la province de l'Ontario, Il faut obtenir un permis pour véhicule lorsque les dimensions ou le poids du ou du véhicule ou charges dépassent les limites fixées par la loi.

### Aux États-Unis
Aux Etats-Unis, les convois dit « hors normes » (jusqu'à 60 tonnes de charge) doivent circuler hors agglomération et sous certaines conditions.